# Paz Oil

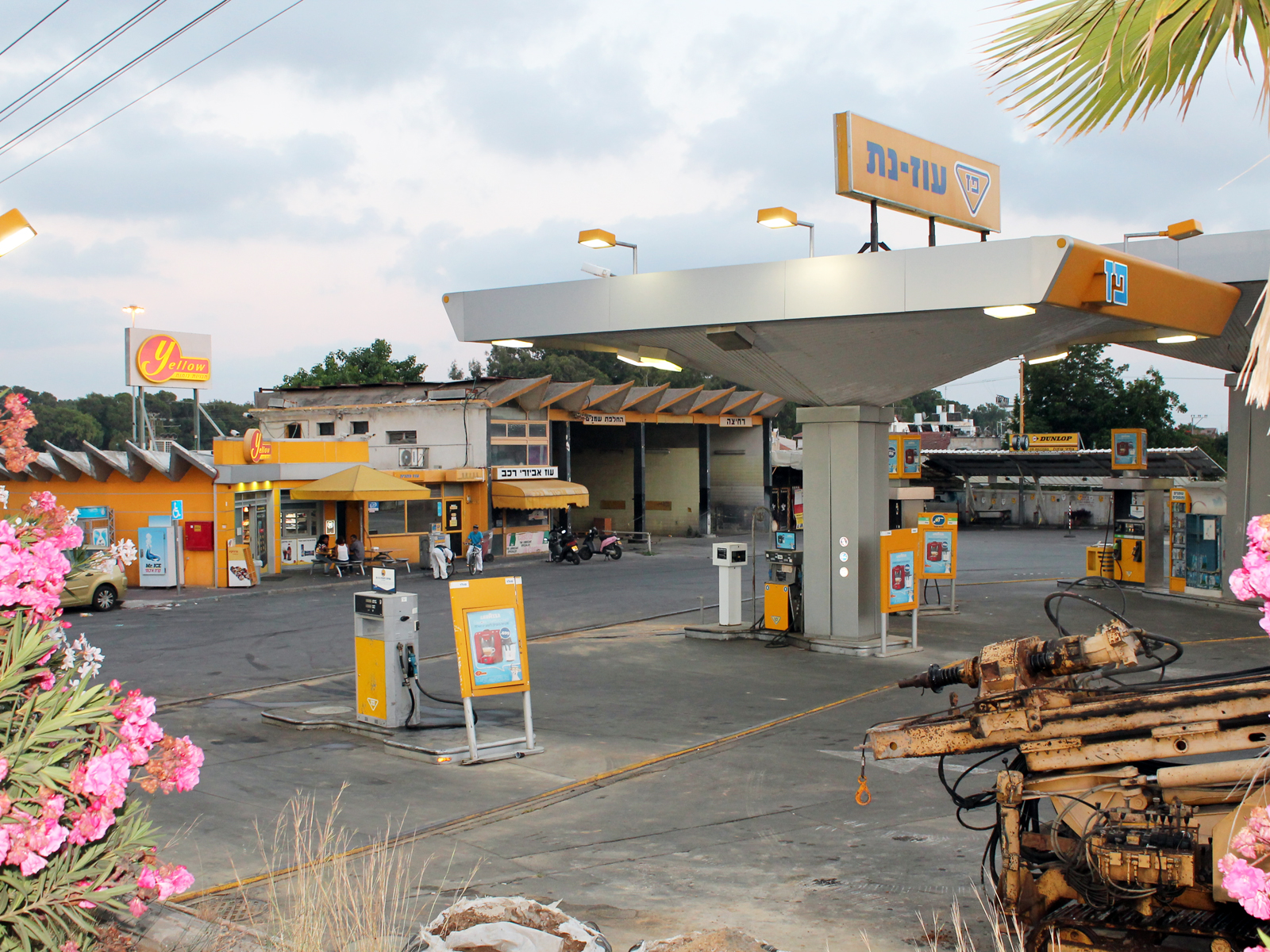
Tankstelle Paz Oil

Paz Oil Company Ltd. (hebräisch פָּז חֶבְרַת נֶפְט בָּעָ״מ Paz Chevrat Neft BaʿA"M, deutsch ‚Naphthagesellschaft Pas‘; TASE: PZOL) ist das größte israelische Kraftstoffunternehmen mit Sitz in Jaqum. Paz vertreibt Benzin und andere Erdölprodukte über ein Netz von 280 Tankstellen sowie Flüssiggas und Erdgas für den Hausgebrauch (Kochen und Heizen) über seine Tochtergesellschaft PazGaz. Über seine Tochtergesellschaft Yellow betreibt Paz in 185 Tankstellen kombinierte Cafés und Geschäfte. Außerdem gehören dem Unternehmen die Supermarktketten Freshmarket und Super Yuda.
Neben diesen Aktivitäten verfügt Paz über Lager- und Verteilterminals für Kraftstoffprodukte. Der Großteil der Einnahmen ist auf die Geschäftsbereiche Einzelhandel, Großhandel und Raffination zurückzuführen. Der Bereich R&W ist an der Vermarktung, dem Vertrieb und dem Transport von Öl an Tankstellen beteiligt. Dieser Bereich ist auch an der Verwaltung, der Vermietung, der Logistik und der Wartung vieler Tankstellen und Convenience Stores beteiligt. Der Bereich Raffinerie umfasst den Import von Rohöl und verwandten Produkten, die Produktion von Öldestillaten und die Stromerzeugung. Das Unternehmen hat rund 4000 Mitarbeiter.

## Geschichte

### Gründung und 20. Jahrhundert
Paz wurde 1922 unter dem Namen Anglo-Asiatic Petroleum gegründet. Ab 1927 war es als Teil der Royal Dutch Shell unter dem Namen Shell Palestine tätig.

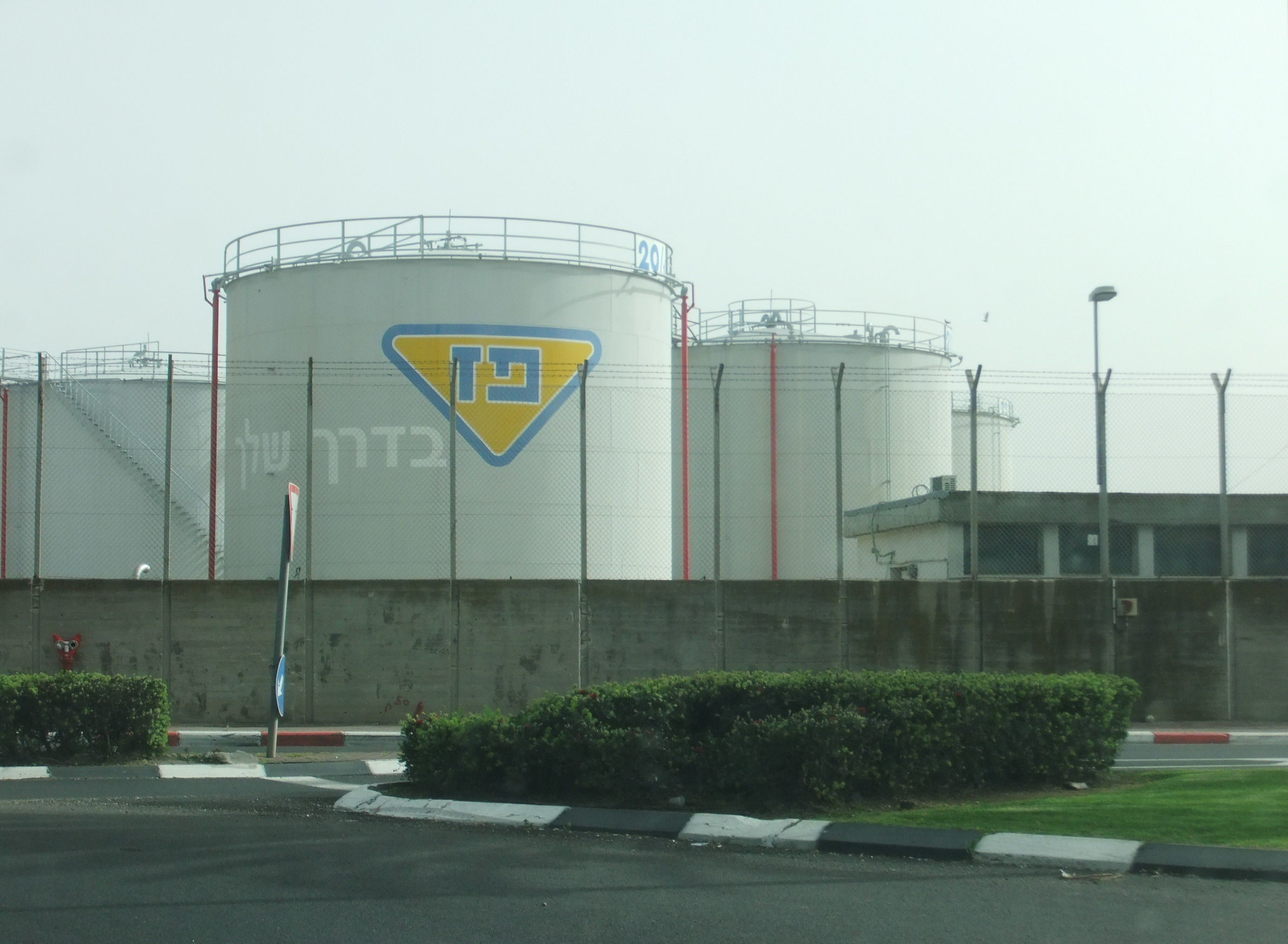
Raffinerie Paz Oil

Unter dem wirtschaftlichen Druck der arabischen Länder beschloss Shell 1957, sich aus Israel zurückzuziehen. Im Jahr 1958 ging das Unternehmen in den Besitz des Briten Isaac Wolfson und der französischen Brüder Nahmias über und änderte seinen Namen in Paz Petroleum Company Ltd. Das Symbol des Unternehmens, ein gelbes Dreieck, ähnelt noch immer dem von Shell.
Wolfson verkaufte seine Firmenanteile 1981 an den Staat Israel, der sie 1988 an den Australier Jack Liberman veräußerte. Seit 1999 besitzt der israelische Geschäftsmann Zadik Bino die Mehrheit der Aktien, während die Familie Liberman und andere Gruppen Minderheitsbeteiligungen halten.

### 21. Jahrhundert
Im Jahr 1999 erwarb Paz 74 Prozent der israelischen Fastfood-Kette Burger Ranch. Ende 2001 schloss Paz die Übernahme von Burger Ranch ab und wurde damit 100-prozentiger Eigentümer der Kette. Neue Filialen von Burger Ranch wurden an Paz-Tankstellen eröffnet. Im Jahr 2006 verkaufte Paz die Kette an den israelischen Geschäftsmann Yossi Hoshinski.
Im August 2006 gewann Paz eine Ausschreibung zum Erwerb der Ashdod Oil Refineries mit einem Gebot von 3,5 Milliarden NIS von der Oil Refineries Ltd, die gezwungen war, ihr Monopol auf die Ölraffination in Israel aufzugeben. Durch die Übernahme wurde Paz zum mächtigsten Energieunternehmen Israels und sein Eigentümer Zadik Bino zur mächtigsten Kopf der Branche.
Im Jahr 2012 hielt Paz 30 % des israelischen Kraftstoffmarktes und 31 % der israelischen Tankstellen.[2] Am 12. Februar 2020 wurde Paz Oil auf die Liste der Vereinten Nationen für Unternehmen gesetzt, die in Siedlungen im Westjordanland tätig sind. Am 5. Juli 2021 erklärte der größte norwegische Pensionsfonds KLP, dass er sich von Paz Oil trennen werde, da das Unternehmen zur Versorgung israelischer Siedlungen im Westjordanland beitrage.
Im März 2021 erwarb Paz die Supermarktkette Super Yuda für 170 Millionen NIS. Im August desselben Jahres erwarb es auch die Freshmarket-Kette.